# Виссиньикур
Виссиньику́р (фр. Wissignicourt) — коммуна во Франции, находится в регионе Пикардия. Департамент коммуны — Эна. Входит в состав кантона Лан-1. Округ коммуны — Лан.
Код INSEE коммуны — 02834.

## Население
Население коммуны на 2010 год составляло 150 человек.
| 1962 | 1968 | 1975 | 1982 | 1990 | 1999 | 2010 |
| ---- | ---- | ---- | ---- | ---- | ---- | ---- |
| 106  | 97   | 125  | 180  | 150  | 142  | 150  |

## Экономика
В 2010 году среди 97 человек трудоспособного возраста (15—64 лет) 76 были экономически активными, 21 — неактивными (показатель активности — 78,4 %, в 1999 году было 70,7 %). Из 76 активных жителей работали 65 человек (34 мужчины и 31 женщина), безработных было 11 (5 мужчин и 6 женщин). Среди 21 неактивных 4 человека были учениками или студентами, 14 — пенсионерами, 3 были неактивными по другим причинам.